# Godda (Distrikt)
Godda ist ein Distrikt im indischen Bundesstaat Jharkhand. 
Die Fläche beträgt 2266 km². Verwaltungssitz ist die gleichnamige Stadt Godda. 

## Bevölkerung

### Übersicht
Die Einwohnerzahl lag bei 1.313.551 (2011). Die Bevölkerungswachstumsrate im Zeitraum von 2001 bis 2011 betrug 31,77 % und lag damit sehr hoch. Godda hat ein Geschlechterverhältnis von 938 Frauen pro 1000 Männer und damit einen für Indien häufigen Männerüberschuss. Der Distrikt hatte 2011 eine Alphabetisierungsrate von 56,40 %, eine Steigerung um knapp 13 Prozentpunkte gegenüber dem Jahr 2001. Die Alphabetisierung liegt damit allerdings immer noch weit unter dem nationalen Durchschnitt. Knapp 71,3 % der Bevölkerung sind Hindus, ca. 22,0 % sind Muslime, ca. 2,9 % sind Christen und ca. 3,8 % gaben keine Religionszugehörigkeit an oder praktizierten andere Religionen. 18,4 % der Bevölkerung sind Kinder unter 6 Jahre.

### Bevölkerungsentwicklung
In den ersten Jahrzehnten des 20. Jahrhunderts wuchs die Bevölkerung langsam. Grund hierfür waren Seuchen, Krankheiten und Hungersnöte. Seit der Unabhängigkeit Indiens hat sich die Bevölkerungszunahme beschleunigt. Seit 1961 war in den jeweils zehn Jahren zwischen den einzelnen Volkszählungen ein sehr starkes Wachstum zu verzeichnen. Während die Bevölkerung in der ersten Hälfte des 20. Jahrhunderts um rund 29 % zunahm, betrug das Wachstum zwischen 1961 und 2011 164 %. Die Bevölkerungszunahme zwischen 2001 und 2011 lag bei 25,35 % oder rund 266.000 Menschen. Die Entwicklung verdeutlichen folgende Tabellen:
| Jahr      | 1901    | 1911    | 1921    | 1931    | 1941    | 1951    | 1961    | 1971    | 1981    | 1991    |
| Einwohner | 348.128 | 362.203 | 346.047 | 395.534 | 431.077 | 447.976 | 496.653 | 600.863 | 713.405 | 861.182 |

### Bedeutende Orte
Im Distrikt gibt es mit dem Hauptort Godda, Mahagma (Mahagama) und Sarauni laut der Volkszählung 2011 nur drei Orte, die als Städte (towns und census towns) gelten. Dies widerspiegelt den geringen Anteil an städtischer Bevölkerung im Distrikt. Denn nur 64.419 der 1.313.551 Einwohner oder 4,90 % leben in städtischen Gebieten.

### Volksgruppen
In Indien teilt man die Bevölkerung in die drei Kategorien general population, scheduled castes und scheduled tribes ein. Die scheduled castes (anerkannte Kasten) mit (2011) 115.567 Menschen (8,80 Prozent der Distriktsbevölkerung) werden heutzutage Dalit genannt (früher auch abschätzig Unberührbare genannt). Die scheduled tribes sind die anerkannten Stammesgemeinschaften mit (2011) 279.208 Menschen (21,26 Prozent der Distriktsbevölkerung), die sich selber als Adivasi bezeichnen. Zu ihnen gehören in Jharkhand 32 Volksgruppen. Mehr als 5000 Angehörige zählen die Santal (224.068 Menschen oder 17,06 % der Distriktsbevölkerung), Paharia (16.183 Menschen oder 1,23 % der Distriktsbevölkerung), Sauria Paharia (13.688 Menschen oder 1,04 % der Distriktsbevölkerung) und Oraon (8631 Menschen oder 0,66 % der Distriktsbevölkerung).

### Bevölkerung des Distrikts nach Bekenntnissen
Der Distrikt Godda ist trotz seiner hinduistischen Mehrheit religiös stark gemischt. Es gibt eine große muslimische Minderheit und jeweils Zehntausende von Christen und Anhängern der traditionellen Religionen.
Nur in den drei Blocks Godda, Pathargama und Poreyahat haben die Hindus Anteile von mehr als 80 % der Bevölkerung. In den Blocks Boarijor und Mahagama sind die Hindus nur knapp in der Mehrheit. Und im Block Bashant Rai mit 48,79 % sogar knapp hinter den Muslimen, die dort mit 50,02 % die Bevölkerungsmehrheit stellen. Eine weitere Hochburg der Anhänger des Islams ist der Block Mahagama (45,85 % Bevölkerungsanteil).
Die Mehrzahl der Anhänger der traditionellen Religionen lebt mit 23,260 Menschen oder 16,81 % Bevölkerungsanteil im Block Boarijor. Die Hochburgen der Christen sind die Blocks Boarijor, Poreyahat und vor allem Sundarpahari (10.431 Menschen oder 15,93 % Bevölkerungsanteil).
Die genaue religiöse Zusammensetzung der Bevölkerung zeigt folgende Tabelle:
| Jahr                                   | Buddhisten | Buddhisten | Christen | Christen | Hindus  | Hindus | Jainas | Jainas | Muslime | Muslime | Sikhs | Sikhs | Andere Religionen | Andere Religionen | keine Angaben | keine Angaben | Total     | Total    |
| Jahr                                   | Zahl       | %          | Zahl     | %        | Zahl    | %      | Zahl   | %      | Zahl    | %       | Zahl  | %     | Zahl              | %                 | Zahl          | %             | Zahl      | %        |
| -------------------------------------- | ---------- | ---------- | -------- | -------- | ------- | ------ | ------ | ------ | ------- | ------- | ----- | ----- | ----------------- | ----------------- | ------------- | ------------- | --------- | -------- |
| 2011                                   | 128        | 0,01       | 37.795   | 2,88     | 937.126 | 71,34  | 115    | 0,01   | 289.182 | 22,02   | 97    | 0,01  | 47.067            | 3,58              | 2041          | 0,16          | 1.313.551 | 100,00 % |
| Quelle: Ergebnis der Volkszählung 2011 |            |            |          |          |         |        |        |        |         |         |       |       |                   |                   |               |               |           |          |

## Bildung
Dank bedeutender Anstrengungen steigt die Alphabetisierung. Sie ist dennoch noch weit weg vom Ziel der kompletten Alphabetisierung. Typisch für indische Verhältnisse sind die starken Unterschiede zwischen Stadt und Land sowie den Geschlechtern. Fast neun von zehn Männern in den Städten können lesen und schreiben – aber nur knapp mehr als zwei von fünf Frauen auf dem Land. Seit der Gründung des Bundesstaats Jharkhand hat sich die Einschulungsrate deutlich erhöht. Mittlerweile gehen laut Angaben des Bundesstaats Jharkhand rund 95 % der Kinder im entsprechenden Alter in die Grundschule. Dies hat zu einem deutlichen Anstieg der Alphabetisierung zwischen 2001 und 2011 geführt.
| Alphabetisierung im Distrikt Godda                  |                   |                   |                   |                   |
| Einheit                                             | Volkszählung 2001 | Volkszählung 2001 | Volkszählung 2011 | Volkszählung 2011 |
| Einheit                                             | Anzahl            | Anteil            | Anzahl            | Anteil            |
| GESAMT                                              | 363.825           | 43,13 %           | 604.519           | 56,40 %           |
| Männer                                              | 253.504           | 57,52 %           | 376.212           | 67,84 %           |
| Frauen                                              | 110.321           | 27,39 %           | 228.307           | 44,14 %           |
| STADT GESAMT                                        | 25.761            | 82,35 %           | 45.173            | 82,16 %           |
| Stadt-Männer                                        | 15.116            | 89,00 %           | 25.502            | 87,71 %           |
| Stadt-Frauen                                        | 10.645            | 74,46 %           | 19.671            | 75,92 %           |
| LAND GESAMT                                         | 338.064           | 41,62 %           | 559.346           | 55,01 %           |
| Land-Männer                                         | 238.388           | 56,26 %           | 350.710           | 66,74 %           |
| Land-Frauen                                         | 99.676            | 25,65 %           | 208.636           | 42,27 %           |
| Quelle: Ergebnisse der Volkszählungen 2001 und 2011 |                   |                   |                   |                   |

## Wirtschaft
Die wirtschaftliche Haupttätigkeit der meisten Einwohner ist die Landwirtschaft, angebaut werden vorwiegend  Reis, Weizen und Mais. Im Distrikt gibt es zudem Kohlevorkommen.